# Open Cali II
L'Open Cali II, nome ufficiale Claro Open Cali per ragioni di sponsorizzazione, è stato un torneo professionistico maschile di tennis giocato su campi in terra rossa che faceva parte dell'ATP Challenger Tour. Si è giocata la sola edizione del 2014, che aveva un montepremi di $40.000 e si è svolta dal 29 settembre al 5 ottobre a Cali, in Colombia.
Tra il 28 aprile e il 4 maggio di quello stesso anno si tenne in città la 7ª edizione dell'Open Cali I, un altro torneo Challenger che fu ospitato a Cali tra il 2008 e il 2017.

## Albo d'oro

### Singolare
| Anno | Campione      | Finalista              | Punteggio     |
| ---- | ------------- | ---------------------- | ------------- |
| 2014 | Paolo Lorenzi | Víctor Estrella Burgos | 4–6, 6–3, 6–3 |

### Doppio
| Anno | Campioni                        | Finalisti                        | Punteggio |
| ---- | ------------------------------- | -------------------------------- | --------- |
| 2014 | Guido Andreozzi Guillermo Durán | Alejandro González César Ramírez | 6–3, 6–4  |